# 南开大学汉语言文化学院
南开大学汉语言文化学院，成立于1993年，前身是1985年成立的南开大学对外汉语教学中心。南开大学汉语言文化学院是南开大学留学生教育的重点单位之一，是国家教育部批准的全国对外汉语教学8个基地之一。